# Saint-Briac-sur-Mer
 Saint-Briac-sur-Mer  es una población y comuna francesa, situada en la región de Bretaña, departamento de Ille y Vilaine, en el distrito de Saint-Malo y cantón de Dinard.

## Demografía
| 1709 | 1666 | 1619 | 1691 | 1825 | 2054 |
| Para los censos de 1962 a 1999 la población legal corresponde a la población sin duplicidades (Fuente: INSEE [Consultar]) |      |      |      |      |      |